# Plinio Córdoba
Plinio Córdoba es un baterista colombiano, nacido en el Choco y pionero del Jazz en Colombia. Actualmente es maestro de la Fundación Musical Plinio Córdoba.

## Historia
Plinio Córdoba tenía poco más de trece años cuando se escapó de su casa huyendo de los deseos de sus padres por que fuera abogado o doctor, en esos años de su vida tocaba con tarros de leche o con lo que pudiera parecerse al sonido de una batería. Una vez en Bogotá (y pasando por circunstancias difíciles), empezó a escuchar a bateristas famosos en la radio y a visitar los cabarés bogotanos donde tocaban en vivo y mientras los músicos contratados salían a un descanso, el aprovechaba para sentarse en la batería y tocar gratis. En un bar que monto (quien le prestaría su primera batería), ubicado en la calle 74 con carrera séptima, llamado El Rosedal, empezó a tocar junto con dos de sus grandes amigos: Julio Arnedo en el saxofón y Jacinto Cuesta en el piano. 
Este espacio le dio fama en la capital y empezó a tocar en diferentes lugares, por lo que tenía que repartir su tiempo y pasar del uno al otro. Toco en el Fredy´s Club y el Miramar, en uno tocaba Jazz y en el otro tocaba salsa y boleros. En el 71 decidió abrir (junto con el administrador del Miramar) su propio lugar en la carrera 13 con calle 58 y lo llamó: La Pampa. El lugar no tardo en hacerse su propia fama. Junto con su grupo de Jazz, Plinio tenía todas las noches a mucha gente a quien deleitar con música en vivo. 

Fue algo, como el suele decir constantemente, “fuera de serie”. Su fama llegó a Cali y posteriormente le permitió hacer la batería en el disco El sonido de América; tocaría después con Celia Cruz, en Jazz al parque, en Espectaculares Jes, en conciertos para localidades, en el Teatro Libre, en El Colombo Americano y algunas de sus sedes y hasta saldría en El Show de Jimmy. 
Todo lo que este genio sabe de la música y de la batería, lo aprendió de la experiencia, de un constante desarrollo empírico basado en sentir su instrumento y tocarlo con el corazón y con toda la energía posible. Plinio Córdoba nació para ser un baterista que pudiera legar a Colombia más que de solo buena música, de ahí que crea firmemente que el conocimiento se debe compartir y dejar a las nuevas generaciones. Este hombre, negro y elegante, este pionero del Jazz en Colombia, tuvo el deseo de enseñar lo que sabía y apoyar al nuevo talento. Es así como nace La Fundación Musical Plinio Córdoba.

## Reconocimientos
Plinio Córdoba ha recibido:
• Reconocimiento de la Universidad Santo Tomas por su trayectoria artística en la difusión de la música popular Colombiana.
• Reconocimiento de la Gerencia del Instituto de Cultura y Turismo por participación en jazz al parque.
• Mención de Honor a su trayectoria musical por Ortizo Limitada.